# Kamianka-Dniprovska
Kamianka-Dniprovska (em ucraniano:  Кам'янка-Дніпровська; em russo:  Каменка-Днепровская) é uma cidade da Ucrânia, situada no Oblast de Zaporíjia. Tem 20,65 km² de área e sua população em 2020 foi estimada em 12.472 habitantes.